# Dendropsophus microcephalus
Dendropsophus microcephalus är en groddjursart som först beskrevs av Cope 1886.  Dendropsophus microcephalus ingår i släktet Dendropsophus och familjen lövgrodor. IUCN kategoriserar arten globalt som livskraftig. Inga underarter finns listade i Catalogue of Life.